# Ann-Kathrine Littke
Clara Ann Kathrine Fornaeus Littke, född 4 november 1923 i Stockholm, död 29 april 1997 i Stockholm, var en svensk civilingenjör och försvarsforskare.
Littke utexaminerades som civilingenjör i elektroteknik vid Kungliga Tekniska högskolan (KTH) 1948. Under studietiden var hon med i Kvinnliga Teknologers Sällskap. Hon var verksam som forskningassistent respektive 1:e assistent vid KTH 1947-1951. 1951 tog hon anställning hos Försvarets forskningsanstalt (FOA) som litteraturingenjör. 1953 begärde hon förflyttning till Grindsjöns Forskningscentrum och blev där "skjutledare" för simuleringar och utprovningar av pansarammunition med splitterstridsdel. 1982 blev hon överingenjör vid FOA och chef för sektionen för framtidsstudier och planering. Mellan åren 1979 och 1982 satt hon med i regeringens forskningsberedning och 1982 blev hon invald i Kungliga Krigsvetenskapsakademien.

## Publikationer
- Dahlgren, Fredrik; Littke-Persson Ann Kathrine (1951) (på engelska). Static frequency transformers for small electric motors.. Kungl. Tekniska högskolans handlingar, 0374-3624 ; 47Acta polytechnica, 99-2057309-4 ; 82. Stockholm: Ingeniörsvetenskapsakad. Libris 1433360
- Littke-Persson, Ann Kathrine; Ohlsson Ari, Åsberg Evert (1975). Militär teknik för 1990-talet: en prognos. Försvar och säkerhetspolitik, 0347-7703. Stockholm: Centralförb. Folk och försvar. Libris 129091
- Bergström, Arne; Littke Ann Kathrine (1979). Tekniska utvecklingstendenser: översikt och sammanfattning av FOA studier : (1 december 1978). STU-planeringsunderlag, 99-0196887-9STU-information, 0347-8645 ; 142. Stockholm: Styr. för teknisk utveckling (STU). Libris 215918
- Littke, Ann Kathrine; Nilsson Per Olov (1980). Försvarsforskningens framtid. FOA rapport. C. 6, 0281-0255 ; 60008-X0. Stockholm. Libris 467542
- Waldetoft Dan, red (1993). Framtiden var vår: civilingenjörer skriver om sitt liv och arbete. Svenska folket berättar, 99-1462834-6. Stockholm: Nordiska museet i samarbete med Sveriges civilingenjörsförb. Libris 7603758. ISBN 91-7108-358-8
- Littke Ann Kathrine, Sundström Olle, red (1995). Försvarets forskningsanstalt 1945-1995. Stockholm: Probus. Libris 7762924. ISBN 91-87184-39-7 (Probus (inb.)